# Крюковка (Тамбовская область)
Крюковка — село в Мичуринском районе Тамбовской области, в составе Терского сельсовета. Село расположено на левом берегу реки Польной Воронеж  к западу от села Терского.

## История
Впервые упоминается в документах третьей ревизской сказки 1762 года, как деревня, где проживали крепостные крестьяне коллежского асессора Алексея Молчанова. Поселение имело двойное название: официальное – Крюковка, т.к. оно расположено на крутом изгибе реки Польной Воронеж и Молчаново по фамилии владельца - дворянина.
В 1851 году в Крюковке была возведена церковь. С постройкой церкви деревня стала называться селом. В 1885 году открылась церковно-приходская школа
.

## Население
| 1989 | 2002 | 2010 |
| ---- | ---- | ---- |
| 514  | ↘500 | ↗520 |